# The King (sång)
The King är en låt från 2011 skriven av Fredrik Boström och Playtones. 
Låten framfördes första gången i tredje deltävlingen i Linköping under Melodifestivalen 2011 av Playtones. Där tog den sig direkt till final, där den slutade på sjätte plats.
Melodin låg på Svensktoppen i sju veckor. innan den tvingades lämna listan.
Låten tolkades 2011 även av Top Cats på albumet Heartache.

## Listplaceringar
| Lista (2011) | Topplacering |
| ------------ | ------------ |
| Sverige      | 34           |

### Fotnoter
1. ↑  ”Svensktoppen”. 22 maj 2011. http://sverigesradio.se/sida/topplista.aspx?programid=2023&date=2011-05-22. Läst 4 mars 2012.
2. ↑  ”Svensktoppen”. 29 maj 2011. http://sverigesradio.se/sida/topplista.aspx?programid=2023&date=2011-05-29. Läst 4 mars 2012.
3. ↑  ”Svensk mediedatabas”. http://smdb.kb.se/catalog/id/002750171. Läst 4 mars 2012.
4. ↑  ”Hitparad”. http://hitparad.se/showitem.asp?interpret=The+Playtones&titel=The+King&cat=s. Läst 4 mars 2012.